# Архангелогородская губерния
Архангелогоро́дская губе́рния — административная единица Российской империи, существовавшая в 1702—1780 годах, одна из её первых восьми губерний.

## История
Архангелогородская губерния была образована на севере европейской части России по указу Петра I от 18 (29) декабря 1708 года. Административным центром губернии был назначен город Архангельский город.

## Административно-территориальное деление
Формально в созданных губерниях уездов не было — они делились на города, которым подчинялись окрестные земли.
К Архангелогородской губернии были приписаны 20 городов:
1. Город Архангельской (современное название — Архангельск)
2. Вага (ныне г. Шенкурск Архангельской обл.)
3. Вологда
4. Галичь (ныне г. Галич Костромской обл.)
5. Кевроль (считается, что находился несколько в стороне от д. Кеврола Пинежского р-на Архангельской обл.)
6. Кинешма (ныне в Ивановской обл.)
7. Кологривов (ныне г. Кологрив Костромской обл.)
8. Колской Острог (ныне г. Кола Мурманской обл.)
9. Мезень (ныне в Архангельской обл.)
10. Парфеньев (ныне с. Парфеньево, райцентр Парфеньевского р-на Костромской обл.)
11. Пустозёрской Острог (сейчас город Пустозерск исчез, находился недалеко от современного г. Нарьян-Мар Ненецкого автономного округа)
12. Соль Вычегодская (ныне г. Сольвычегодск Архангельской обл.)
13. Соль Галицкая (ныне г. Солигалич Костромской обл.)
14. Судай (ныне в Чухломском р-не Костромской обл.)
15. Тотма (ныне г. Тотьма Вологодской обл.)
16. Устьянские волости (группа населённых пунктов по Сев. Двине, ныне в Архангельской обл.)
17. Унжа (ныне в Макарьевском р-не Костромской обл.)
18. Устюг Великий (ныне г. Великий Устюг Вологодской обл.)
19. Чаронда (ныне в Кирилловском р-не Вологодской обл.)
20. Чухлома (ныне в Костромской обл.)

## Реформирование
По Указу Петра I от 28 января (8 февраля) 1715 года, губерния делилась на новые административно-фискальные единицы — доли. Во главе каждой доли стоял ландрат.
29 мая (9 июня) 1719 года губерния была разделена на 4 провинции:
1. Архангелогородская провинция, центр — Архангельск
2. Вологодская провинция, центр — Вологда
3. Галицкая провинция, центр — Галич
4. Устюжская провинция, центр — Великий Устюг

При разделении губерний на провинции Чарондская доля была переименована в дистрикт и передана в Белозерскую провинцию Санкт-Петербургской губернии, а к Устюжской провинции Архангелогородской губернии был приписан Яренский дистрикт, находившийся до этого в Сибирской губернии.
После того, как губерния была разделена на провинции, вместо долей вводились новые дистрикты (название «уезды» продолжало употребляться в официальных документах, невзирая на их официальную отмену). Главой дистрикта был земский комиссар, при котором состояли подьячий и три рассыльщика. В 1727 году все дистрикты были переименованы в уезды, губерния стала делиться на провинции и уезды, а архангелогородскому губернатору предписывалось жить в Архангельске только летом, в остальное же время — в Вологде, более близкой к обеим столицам.
В ноябре 1775 года деление губерний на провинции было отменено.
Архангелогородская губерния делилась на 18 уездов: Важский, Вологодский, Галицкий, Двинской, Кеврольский, Кологривский, Кольский, Мезенский, Парфеньевский, Пустозёрский, Солигалицкий, Сольвычегодский, Судайский, Тотемский, Унженский, Устюжский, Чухломский и Яренский.
В 1778 году уезды бывшей Галицкой провинции вошли в состав Костромской и Унженской областей Костромского наместничества.

## Губернаторы
| Ф. И. О.                           | Титул, чин, звание                      | Время замещения должности |
| ---------------------------------- | --------------------------------------- | ------------------------- |
| Голицын Пётр Алексеевич            | князь, комнатный стольник               | 1708—1711                 |
| Курбатов Алексей Александрович     | в ранге вице-губернатора                | 22.02.1711—1714           |
| Гагарин Василий Иванович           | князь, вице-убернатор                   | 12.01—24.05 1714          |
| Лодыженский Пётр Ефимович          | генерал-майор                           | 1714—1725                 |
| Измайлов Иван Петрович             | генерал-майор                           | 1725—11.09.1727           |
| Фермор Виллим Юрьевич              | граф, генерал-лейтенант                 | 11.09.1727—1728           |
| Лихарев Иван Михайлович            | генерал-лейтенант                       | 1728—1729                 |
| Мещерский Семён Фёдорович          | князь, генерал-майор                    | 1729—1732                 |
| Шувалов Иван Максимович            | генерал-майор                           | 1732                      |
| Щербатов Михаил Юрьевич            | генерал-майор                           | 1732—1738                 |
| Лицкин Андрей Яковлевич            | бригадир                                | 1738—1740                 |
| Оболенский-Белый Алексей Андреевич | князь, действительный статский советник | 1740—1743                 |
| Пушкин Алексей Михайлович          | действительный камергер                 | 13.06.1743—1745           |
| Юрьев Степан Алексеевич            | действительный статский советник        | 1745—1762                 |
| Сухотин Григорий Филатович         | действительный статский советник        | 1762—1763                 |
| Головцын Егор Андреевич            | генерал-майор (генерал-поручик)         | 1763—1780                 |

## Вице-губернаторы
| Ф. И. О.                    | Титул, чин, звание                                                                      | Время замещения должности |
| --------------------------- | --------------------------------------------------------------------------------------- | ------------------------- |
| Дашков Николай Яковлевич    | полковник, 1-й товарищ губернатора                                                      | 1764—1766                 |
| Сабуров Михаил              | коллежский советник (статский советник), 2-й товарищ губернатора                        | 1764                      |
| Сорокин Андрей Иванович     | коллежский советник, 2-й товарищ губернатора (с 1766 года — 1-й товарищ губернатора)    | 1764—1768                 |
| Аничков Егор Васильевич     | надворный советник, 2-й товарищ губернатора                                             | 1766—1768                 |
| Озеров Данила Петрович      | коллежский советник, 1-й товарищ губернатора                                            | 1768—1773                 |
| Вадбольский Иван Михайлович | князь, гвардии капитан, 2-й товарищ губернатора (с 1773 года — 1-й товарищ губернатора) | 1768—1778                 |
| Воейков Николай Леонтьевич  | подполковник, 2-й товарищ губернатора                                                   | 1773—1777                 |
| Ярославов Алексей Тихонович | подполковник, 1-й товарищ губернатора                                                   | 1778—1780                 |
| Бурков Евстафий Семёнович   | подполковник, 2-й товарищ губернатора                                                   | 1778—1779                 |
| Буссов Евстифей Семёнович   | коллежский советник, 2-й товарищ губернатора                                            | 1779—1780                 |
| Колюпанов Николай Петрович  | бригадир                                                                                | 1779—1780                 |

## Упразднение
25 января 1780 года Архангелогородская губерния была упразднена. Вместо неё было образовано Вологодское наместничество, в которую входили три области: Архангельская, Вологодская и Великоустюжская области.
Но уже в марте 1784 года было выделено Архангельское наместничество, а в 1796 была образована Архангельская губерния — значительно меньшая по территории, чем Архангелогородская губерния.

## Карта деления губернии на провинции
- Генеральная карта географическая представляющая Архангелогородскую губернию на свои провинции разделённую / Соч. Акад. Наук адиюнкт Я. Ф. Шмид; Вырез. Е. Худяков. (2-ю рамку) Грид. И. Кувакин. — (Санкт-Петербург): Акад. Наук: (1773). — 1 л.: Грав. Раскраш.; 44х56 (65х82) и 44,5х56 (58х68)